# Oberroßbach

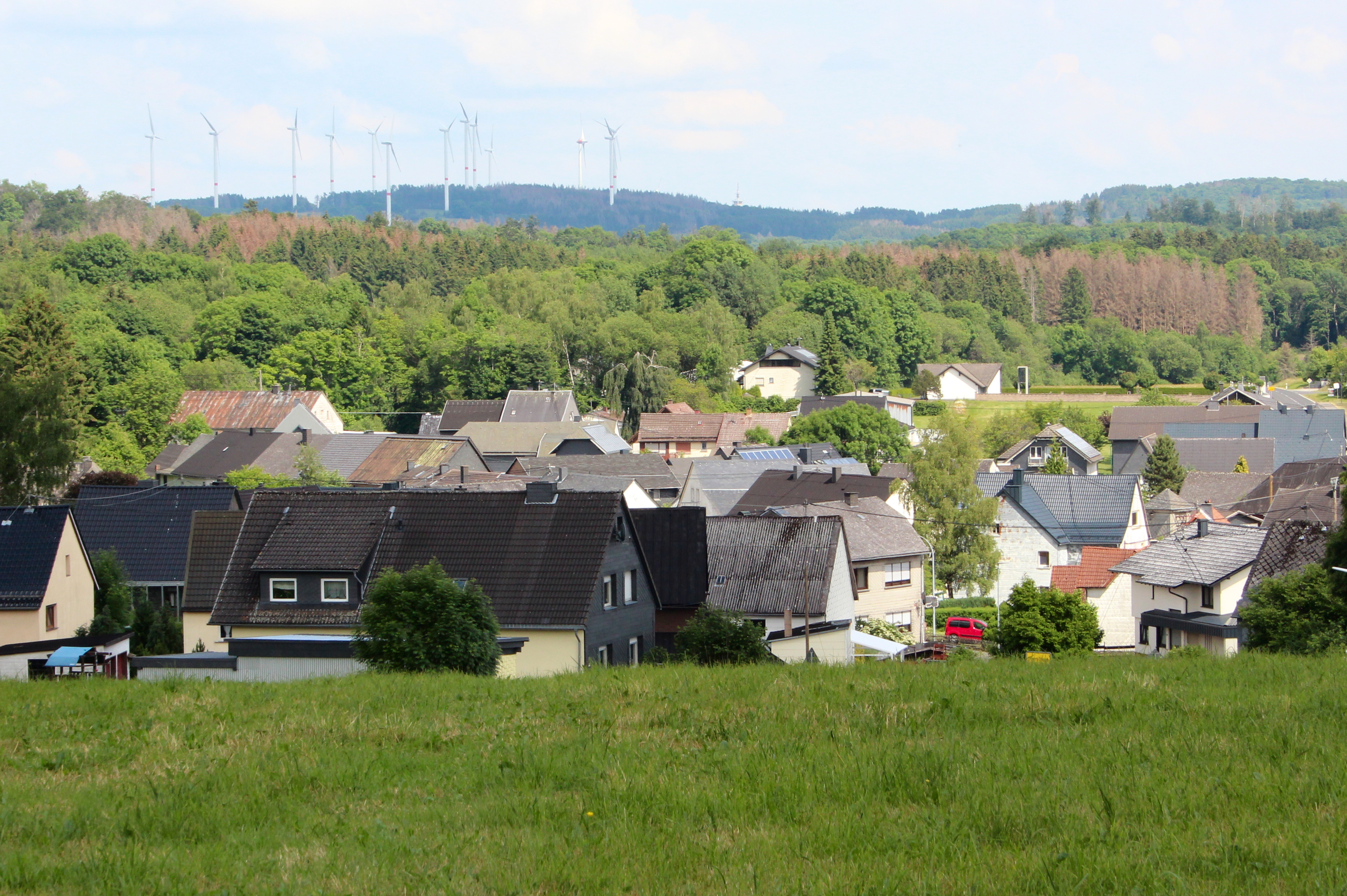
Ansicht von Oberroßbach (2021)

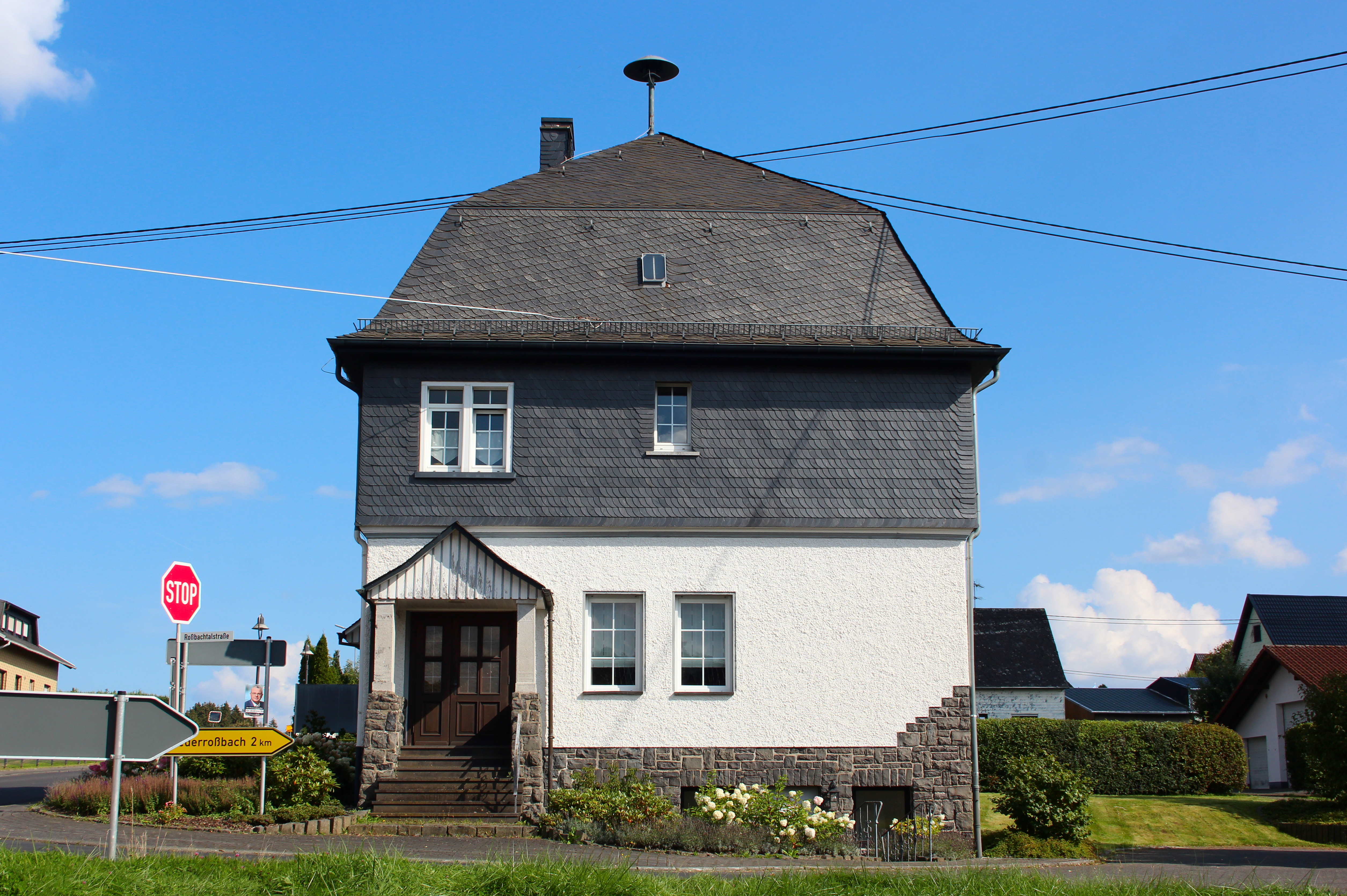
Das Dorfgemeinschaftshaus (2021)

Oberroßbach ist eine Ortsgemeinde im Westerwaldkreis in Rheinland-Pfalz. Sie gehört der Verbandsgemeinde Rennerod an.

## Geographie

### Lage
Die Gemeinde liegt im Hohen Westerwald zwischen Siegen und Limburg an der Lahn. Durch den Ort fließt der Dorfbach. In der Nähe des Ortes und damit am ursprünglichen Siedlungsort der Oberroßbacher fließt der eigentliche Roßbach.
Der höchste Punkt des Ortes ist der 581 Meter hohe Warth.

### Flächennutzung
Die Fläche Oberroßbachs umfasst 2,81 km². 51,1 Prozent davon werden landwirtschaftlich genutzt. 22,2 Prozent bestehen aus Wald. 21,7 Prozent stellen bebaute Siedlungs- und Verkehrsfläche. Die Wasserflächen in Oberroßbach umfassen nur 1,2 Prozent (Stand: 31. Dezember 2017).

### Nachbargemeinden
Oberroßbach grenzt an Fehl-Ritzhausen, Zehnhausen, Niederroßbach, Hof und Salzburg.
Nach Fehl-Ritzhausen gibt es keine direkte, befahrbare Straße.

## Geschichte
Oberroßbach wurde 1440 als Obern Rospach erstmals urkundlich erwähnt. Der Ort war wohl schon seit dem späten Mittelalter Teil des Kirchspiels Emmerichenhain und mit diesem der Herrschaft zum Westerwald. Eine Filiale der Kirchspielschule bestand spätestens von 1810 an.
Für 1534 ist erstmals eine Gesamtzahl der, wohl als Familienvorstände zu verstehenden, Einwohner mit neun angegeben. 1569 werden 14 Häuser genannt, 1607 acht Mann, 1660 34 Einwohner. 1711 wurden 15 Familien in Oberroßbach gezählt, 1750 waren es 104 Einwohner und 1807 175.
Im Verlauf des 15. und 16. Jahrhunderts hatte das Haus Nassau mit seinen verschiedenen Linien zunehmend an Einfluss in der Region gewonnen und konnte sie schließlich in ihren Herrschaftsbereich integrieren. Oberroßbach wurde Teil des Amtes Rennerod. Dieses fiel ab 1806 für einige Jahre als Kanton Rennerod an das kurzlebige Großherzogtum Berg. Nach den Befreiungskriegen und dem Wiener Kongress 1815 wurde Oberroßbach dem Herzogtum Nassau zugeordnet. Als Folge des Deutschen Kriegs wurde das mit Österreich verbündete Herzogtum 1866 von Preußen annektiert und in seine neue Provinz Hessen-Nassau eingegliedert. Das Amt Rennerod wurde zunächst Teil des Oberwesterwaldkreises und von 1886 bis 1932 des neu gebildeten Kreises Westerburg. Zum 1. Oktober 1932 wurde dieses Kreis wieder aufgelöst und Oberroßbach gehörte in der Folge erneut zum Oberwesterwaldkreis.
Nach dem Zweiten Weltkrieg kam der Ort zur französischen Besatzungszone und wurde 1946 Teil des damals neu gebildeten Landes Rheinland-Pfalz. Zum 16. März 1974 fusionieren Ober- und Unterwesterwaldkreis zum Landkreis Westerwald, der wenige Monate später in Westerwaldkreis umbenannt wurde.
Bevölkerungsentwicklung
Die Entwicklung der Einwohnerzahl von Oberroßbach, die Werte von 1871 bis 1987 beruhen auf Volkszählungen:
| Jahr | Einwohner |
| ---- | --------- |
| 1815 | 283       |
| 1835 | 244       |
| 1871 | 201       |
| 1905 | 183       |
| 1939 | 241       |
| 1950 | 256       |
| 1961 | 312       |

| Jahr | Einwohner |
| ---- | --------- |
| 1970 | 319       |
| 1987 | 328       |
| 1997 | 334       |
| 2005 | 352       |
| 2011 | 338       |
| 2017 | 344       |
| 2024 | 359       |

## Politik

### Gemeinderat
Der Gemeinderat in Oberroßbach besteht aus acht Ratsmitgliedern, die bei der Kommunalwahl am 9. Juni 2024 in einer Mehrheitswahl gewählt wurden, und dem ehrenamtlichen Ortsbürgermeister als Vorsitzendem.

### Bürgermeister
Ortsbürgermeister ist Gerhard Semmelrogge. Er hatte im Februar 2012 das Amt von Hans-Jürgen Kramer übernommen, der seit 1988 Ortsbürgermeister von Oberroßbach war. Bei der Direktwahl im Mai 2014 wurde er mit 98,2 Prozent, im Mai 2019 mit 94,01 Prozent und am 9. Juni 2024 als einziger Bewerber mit 90,6 % der abgegebenen Stimmen jeweils für fünf Jahre wiedergewählt.

### Wappen
| Wappen von Oberroßbach | Blasonierung: „Das redende Wappen zeigt in Gold eine blaue Wellenschrägleiste, unten fünf aus dem Schilderrand wachsende, nach rechts aufsteigende Basaltsäulen, oben ein rotes springendes Pferd.“ |
| Wappen von Oberroßbach | Wappenbegründung: Das blaue Band kennzeichnet den Roßbach, die Säulen dokumentieren den früher bedeutenden Abbau von Säulenbasalt.                                                                  |

## Kultur und Sehenswürdigkeiten

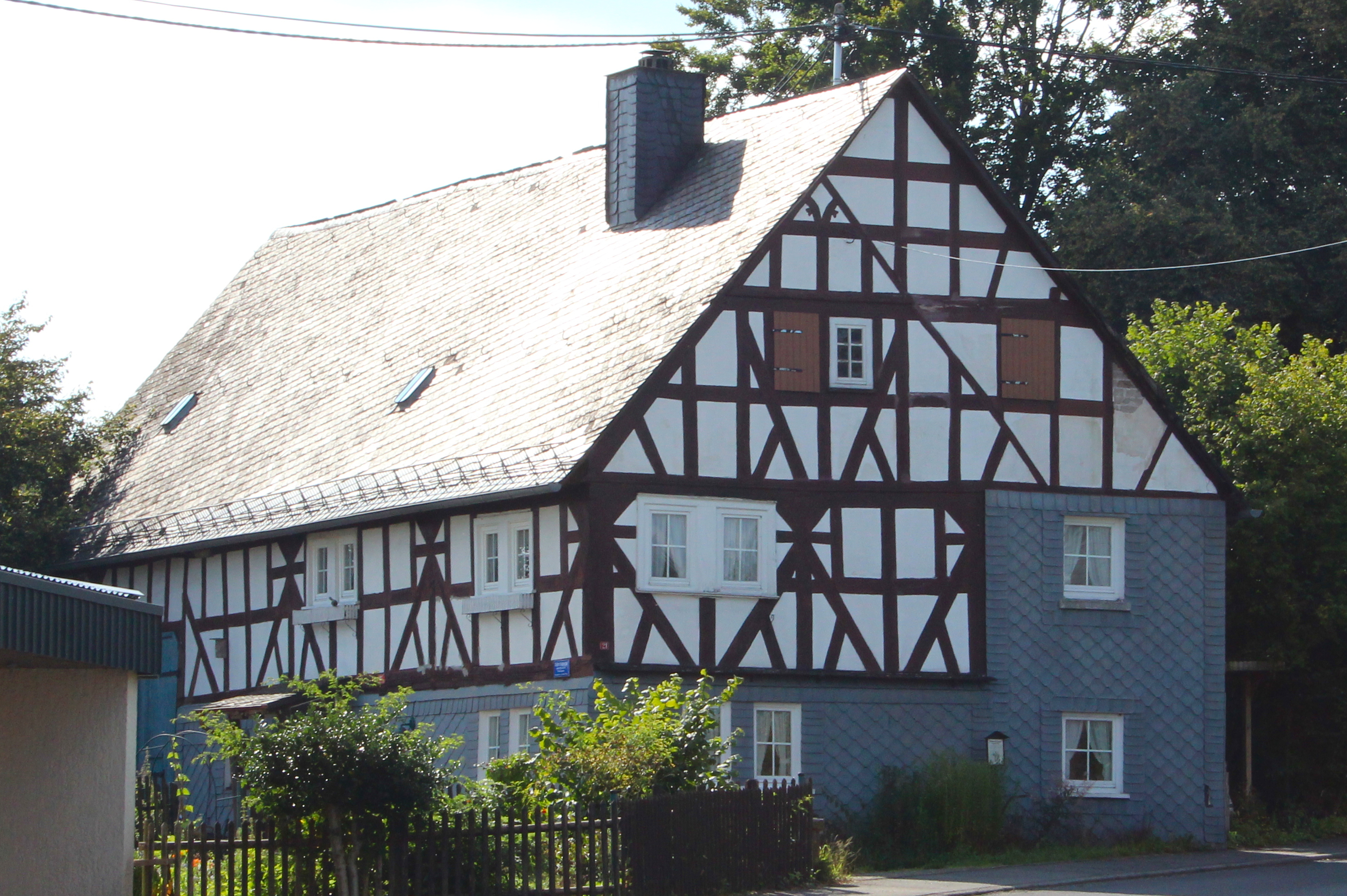
Fachwerkhaus in der Hauptstraße (2021)

### Kulturdenkmäler
In der Denkmalliste des Landes Rheinland-Pfalz (Stand: 2024) sind als Kulturdenkmäler das Gemeindehaus (ehemalige Schule, errichtet um 1920/30) und drei Fachwerkhäuser ausgewiesen.

### Sport
Im Dorf gibt es einen Spielplatz mit einem kleinen Bolzplatz.
Etwas außerhalb des Dorfes befindet sich das Segelfluggelände Bad Marienberg-Oberroßbach, welches regelmäßig in Betrieb ist. Betreiber ist der Luftsportclub Marienberg e. V. Neben den üblichen Aktivitäten im Streckensegelflug hat der Verein eine kleine Kunstfluggruppe und einige Oldtimer zu bieten.

### Regelmäßige Veranstaltungen
Jährlich stattfindende Feste sind das Schlachtfest, das jährliche Flugplatzfest und das Oktoberfest.

## Wirtschaft und Infrastruktur

### Unternehmen
In Oberroßbach sind eine Verzinkerei, eine Spedition, ein Keramikbetrieb, eine Anbieter von Dämmmaterial für Gebäude und zwei Firmen für Containerbau und Metallverpackungen angesiedelt.

### Öffentliche Einrichtungen
Der Ort verfügt über ein Dorfgemeinschaftshaus, ein Feuerwehrgerätehaus und eine Grillhütte.

### Verkehr
- In Oberroßbach kreuzen sich die Kreisstraßen K 35 und K 36.
- Östlich der Gemeinde verläuft die B 54, die von Limburg an der Lahn nach Siegen führt.
- Die nächste Autobahnanschlussstelle ist Haiger/Burbach an der A 45 Dortmund–Aschaffenburg, etwa 15 Kilometer entfernt.
- Der nächstgelegene ICE-Halt ist der Bahnhof Montabaur an der Schnellfahrstrecke Köln–Rhein/Main.
- Auf dem Gemeindegebiet liegt das Segelfluggelände Bad Marienberg-Oberroßbach.[12]

## Persönlichkeiten
- Wilhelm Schuster (1880–1942), Ornithologe und NS-Opfer